# Karl Windmüller
Karl Windmüller (* 14. Februar 1873; † 20. Oktober 1923) war ein deutscher Kapitän zur See der Reichsmarine. Gegen Ende des 1. Weltkriegs kam es auf der von ihm kommandierten Thüringen zu einer Meuterei kurz vor dem Kieler Matrosenaufstand.

## Leben
Karl Windmüller trat am 9. April 1892 in die Kaiserliche Marine ein und wurde am 11. April 1892 als Kadett eingestellt. Ende April 1894 war er als Seekadett auf der König Wilhelm und wurde Ende September 1894 an die Marineschule kommandiert. Als Oberleutnant zur See war er 1898 Mitglied und Transportführer für die Strecke von Bremerhaven bis Genua des Vermessungsdetachements in Kiautschou. 1900 war er auf der Nixe.
Als Kommandant des Torpedobootes S 90 wurde er am 1. April 1904 zum Kapitänleutnant befördert, welches im Ostasiatischen Kreuzergeschwader eingesetzt wurde.
1906 war er als Kapitänleutnant Adjutant der Marinewerft Wilhelmshaven. Am 16. Oktober 1906 zum Korvettenkapitän befördert, war er 1909 Navigationsoffizier auf der Westfalen und 1913 Kommandant der 3. Abteilung in der I. Matrosen-Division.
Später war er bis Oktober 1914 Erster Offizier auf der Schwaben und wurde dann bis Anfang November 1915 letzter Kommandant der Undine. In dieser Position wurde er am 19. August 1915 zum Fregattenkapitän befördert. Am 7. November 1915 wurde die Undine vom britischen U-Boot E19 torpediert und versenkt. Ein Großteil der Besatzung, unter ihnen Windmüller, überlebte den Untergang des Schiffes. Im Dezember 1915 übernahm er für ein Jahr bis zur Außerdienststellung am 18. Dezember 1916 die Medusa. Anschließend war er bis Oktober 1917 Kommandant der Lothringen. Von September 1917 bis November 1917 war er Kommandant der Hannover. In Vertretung für Hermann Bauer war er von Dezember 1917 bis Januar 1918 Kommandant der Westfalen. Am 18. Januar 1918 wurde er Kapitän zur See.
Bis Mitte Februar 1918 hatte er u. a. den Roten Adlerorden 4. Klasse, das Eiserne Kreuz I. Klasse, das Ritterkreuz mit der Krone des Greifenordens und das Großherzogliche Mecklenburgische Militärverdienstkreuz II. Klasse erhalten.
Von März 1918 bis Dezember 1918 war er letzter Kommandant der Thüringen. Ab August 1918 war die Thüringen im Unternehmen Schlußstein eingebunden, welches Ende September 1918 wieder aufgegeben werden musste. Zum 21. August 1918 war bereits der für das Unternehmen gebildete Sonderverband aufgelöst worden und die Thüringen nach Wilhelmshaven geschickt worden.
Hier kam es Ende Oktober 1918 auf der Thüringen als eines der ersten Schiffe, der in Wilhelmshaven ankernden Hochseeflotte, zur Meuterei. Windmüller probierte mit den meuternden Matrosen zu verhandeln, konnte aber nur durch eine militärische Abschreckung; ein Geschütz der Thüringen war auf die ebenfalls unter einer Meuterei stehenden Helgoland gerichtet worden; die Aufgabe der Meuterer erreichen. Letztendlich ließ Admiral Franz von Hipper, welcher eigentlich am 30. Oktober 1918 das Auslaufen der Flotte geplant hatte, die Meuterer auf der Thüringen und der Helgoland am 31. Oktober 1918 verhaften. Windmüller hatte noch am 29. Oktober 1918 mit einer Ansprache die Mannschaft versucht wieder auf eine gemeinsame Mission einzuschwören. Sein Satz „Wir verfeuern unsere letzten 2.000 Schuss und wollen mit wehenden Fahnen untergehen“ wurde aber mit „Dann fahr mal alleine los!“ beantwortet.
Nach der Kapitulation Deutschlands im November 1918 verblieb die Thüringen in Deutschland und wurde nicht in Scapa Flow interniert. Am 16. Dezember 1918 wurde sie außer Betrieb genommen und als Kasernenschiff verwendet. Im Dezember 1918 wurde er Kommandant der Ostfriesland.
Windmüller blieb noch bis 8. März 1920 in der Marine und wurde dann entlassen.